# Sacario

J. Austin (Nova Iorque, 16 janeiro de 1980) mais conhecido pelo seu nome artístico Sacario é um rapper, produtor americano e compositor, conhecido por escrever a música de Angie Martinez, If I Could Go.

## Vida pessoal
Vive no South Shore, Staten Island, em Nova Iorque.

## Discografia
1. Invincible (2001)
2. Best of Sacario Hosted by Angie Martinez (2002)
3. Sacario The Boss Part 1 (2003)
4. Sacario The Boss Part 2 (2004)
5. Sacario The Boss Part 3 (2004)
6. Sacario The Boss Part 4 (2005)
7. Sacario The Boss Part 5 (2006)
8. My Movie (2008)
9. Sneak Attack (2010)